# Sepietta neglecta
Sepietta neglecta е вид главоного от семейство Sepiolidae.

## Разпространение
Видът е разпространен в Албания, Алжир, Белгия, Босна и Херцеговина, Германия, Гърция (Егейски острови и Крит), Дания, Египет (Синайски полуостров), Израел, Испания (Балеарски острови, Канарски острови и Северно Африкански територии на Испания), Италия (Сардиния и Сицилия), Кипър, Либия, Ливан, Мароко, Нидерландия, Норвегия, Палестина, Португалия, Сирия, Словения, Тунис, Турция, Франция (Корсика), Хърватия, Черна гора и Швеция.